# Naked Eyes
Naked Eyes es una banda británica de pop y synthpop de los años 1980, la cual actualmente contiene un solo integrante, Pete Byrne, habiendo sido por varios años un dúo, hasta la muerte del teclista Rob Fisher, en 1999. Se formó en 1982, lanzando canciones como "(There's) Always Something There to Remind Me", "Promises, Promises" y "Voices In My Head", llegando a ser conocidos durante la década de 1980, incluso llegando a ser difundidos por la cadena televisiva MTV.

## Historia
Luego de haberse conocido en 1979, Pete Byrne y Rob Fisher forman una banda llamada Neon, compuesta también por Neil Taylor, Manny Elias, Curt Smith y Roland Orzabal, la cual, luego del lanzamiento de dos sencillos, Making Waves y Communication Without Sound, se separa en diciembre de 1981. Smith, Orzabal y Elias se van a formar su propia banda, Tears For Fears, con la cual llegarían a ser exitosos. En 1982, Fisher y Byrne forman Naked Eyes, y en mayo de ese año, firman contrato con EMI. Por ese tiempo, Fisher forma un proyecto de corta duración, Planet Ha Ha, al lado de los hermanos Tony y Lee Mansfield, el primero flamante productor musical que hacía poco había disolvió su banda synthpop New Musik. Él produciría los primeros lanzamientos de Naked Eyes.
Tras dos álbumes, Burning Bridges (1983) y Fuel For The Fire (1984), la banda se separa en 1985. Byrne colaboraría con diversos artista, y Fisher forma otro exitoso dúo musical de la década de 1980, Climie Fisher.
Cuando el dúo pensaba reunirse a finales de la década de 1990, Rob Fisher murió repentinamente en 1999. En 2006, Byrne relanza Naked Eyes, como un proyecto aparentemente solista.

## Discografía

### Álbumes
- Burning Bridges (lanzado como Naked Eyes en Estados Unidos) (1983)
- Fuel For The Fire (1984)
- Fumbling For The Covers (2007)
- Piccadilly (2009)
- Disguise the limit (2021)

### Sencillos
- Promises promises
- Voices in my head
- Always something there to remind me
- What in the name of love